# 1523
Năm 1523 (số La Mã:MDXXIII) là một năm thường bắt đầu vào thứ năm (liên kết sẽ hiển thị đầy đủ lịch) trong lịch Julius.